# Катаріна Молітор
Катаріна Молітор (нім. Katharina Molitor; нар. 8 листопада 1983) — німецька легкоатлетка, яка спеціалізувалася на метанні списа.

## Спортивні досягнення
Фіналістка двох олімпійських змагань з метання списа — 6-е місце у 2012 та 7-е місце у 2008.
Чемпіонка світу з метання списа (2015). Фіналістка двох інших чемпіонатів світу з метання списа — 4-е місце у 2011 та 7-е місце у 2015.
Фіналістка змагань з метання списа на двох Універсіадах — 4-е місце у 2009 та 6-е місце у 2007.
Фіналістка трьох чемпіонатів Європи з метання списа — 4-і місця у 2010 і 2016, 5-е місце у 2012 та 9-е місце у 2014.
Срібна (2014) та бронзова (2009, 2014) призерка Кубків Європи з метань в особистому заліку.
Переможниця (2014, 2015, 2018), срібна (2008, 2017) та бронзова (2009) призерка Кубків Європи з метань у командному заліку.
Срібна призерка чемпіонату Європи серед молоді з метання списа (2005).
Чемпіонка Німеччини з метання списа (2010, 2015, 2017).